# Henrik Wager
Henrik Wager (* 1969 in Manchester) ist ein britischer Rock-, Pop-Sänger.

## Leben
Henrik Wager, geboren in Manchester, England, erhielt seine Ausbildung in Birmingham University (School of Performing Arts und am Konservatorium). Anschließend tourte er mit der A-cappella-Band Flying Pickets durch die Welt, bevor er 2000 nach Deutschland kam, um eine Musik-Produktionsfirma zu gründen und als Songwriter, Produzent und Sänger tätig zu sein, u. a. bei Auftritten mit Stefan Raabs TV-Total-Band Heavytones. Henrik Wager arbeitete mit José Carreras, Lionel Richie und Marti Pellow zusammen und wirkte in dem Hollywood-Film Cousine Bette (1998) mit. Im Musicalbereich und europaweit verkörperte er u. a. die Titelrollen in Jesus Christ Superstar, Jekyll & Hyde und Poe, Frank’n Furter in der Rocky Horror Show, Frederick Trumper in Chess, Ché in Evita und Marc Winner in Gaudi, Lonnie in Rock of Ages, Berger in Hair. Neben seinen Bühnenengagements schreibt und produziert er Songs. Wager ist Leadsänger in der Elektro-Swing-Band Tape Five und von 1994 bis 1999 und von 2001 bis 2004 der A-cappella-Band Flying Pickets und seit 2014 Leadsänger der Progressive Rock Band Saris.

## Diskografie

### Solo Musical
- 2005 – Confessions

### Flying Pickets
- 1996 – Politics of Need
- 1998 – Voxpop
- 2003 – Next Generation
- 2019 – Only Human

### Heavytones
- 2005 – Number One

### Tape Five
- 2003: Avenue du Gare (Vinyl), DigDis
- 2006: Swingfood Mood, Europäische Version, DigDis
- 2007: Swingfood Mood, Japan Edition, Rambling Records
- 2007: Swingfood Mood, US Edition, Watermusic Records
- 2007: Bossa for a Coup, ChinChin Records
- 2007: Bossa for a Coup, US Edition, Watermusic Records
- 2008: Swingfood Mood 2nd edition, DigDis
- 2010: Tonight Josephine!, ChinChin Records, Magic Records und Rambling Records
- 2012: Swing Patrol, ChinChin Records und Rambling Records
- 2014: Bossa for a Coup – Reloaded, Chinchin Records
- 2015: Circus Maximus, Chinchin Records (Veröffentlichung 24. April 2015)
- 2010: Aerophon Maxi
- 2013: Geraldines
- 2014: Gipsy VIP
- 2017: Soiree Delux, Chinchin Records
- 2019. The Roaring 2020's, Smarty-Mart Records
- 2019. The Roaring 2020's extended versions, Smarty-Mart Records

### Saris
- 2014 – Until We Have Faces
- 2017 – Ghosts Of Yesterday
- 2020 – Beyond The Rainbow